# 黎堯勳
黎堯勳（1503年—？年），字子欽，號樂溪，四川潼川州樂至縣人，明朝政治人物。

## 生平
四川鄉試第十五名舉人，嘉靖十四年（1535年）乙未科三甲四十七名進士。授官直隸如皋縣知縣。歷升泰州知州、刑部郎中，二十九年（1550年）十二月恤刑北直隸，升鄖陽府知府。升山西按察司副使

## 家族
曾祖黎希賢，祖黎禎，父黎邦屏，母趙氏。重慶下。